# Ptinus interruptus
Ptinus interruptus is een keversoort uit de familie klopkevers (Ptinidae). De wetenschappelijke naam van de soort werd in 1857 gepubliceerd door John Lawrence LeConte.